# 札幌流通総合会館
札幌流通総合会館（さっぽろりゅうつうそうごうかいかん）は、札幌市白石区流通センターにあるコンベンション・センター。愛称はアクセスサッポロ（AXES Sapporo）。一般財団法人札幌産業流通振興協会が管理・運営する。

## 概要
所在地は、札幌市白石区流通センター4丁目3-55。8,545平方メートルある建物に大展示場・会議室が設けられている。建物外に、無料駐車場と屋外展示場がある。
多目的スペースとして使用される、屋内大展示場の面積はおよそ5,000平方メートルと、北海道最大。これまでに、札幌国際見本市や生涯学習フェスティバルまなびピア、ビジネスEXPOなど数々の商業用展示会、見本市等の開催や自動車関係のイベントにも利用されている。
屋内施設は大展示場のほかに、会議室・特別会議室・研修室・レセプションホールなど。採光と観葉植物を取り入れたグリーンホールとレストラン、売店が付属。行われたイベントの詳細等を掲載する冊子「アクセスサッポロニュース」も定期刊行。
2010年（平成22年）にはプロバスケットボール・レラカムイ北海道の開幕戦を含むホームゲーム会場としても使用された。
2021年（令和3年）、施設の老朽化や展示面積不足に伴い札幌市が新展示場計画を発表。旧北海道立産業共進会場跡地にアクセスサッポロの後継施設が2027年9月に開業する予定。また、2030年冬季オリンピック招致案にて国際放送センターとしての活用も計画されていた。

## 交通アクセス
- 札幌市営地下鉄東西線大谷地駅から徒歩18分、車で3分
- 北海道中央バス (白27)山本線「花き卸売市場前」停留所下車徒歩8分。
  - 以前は本館前に(白34)本郷線の「流通総合会館前」停留所があったものの廃止されている。